# Liste der Monuments historiques in Maizey
Die Liste der Monuments historiques in Maizey führt die Monuments historiques in der französischen Gemeinde Maizey auf.

## Liste der Objekte
| Bezeichnung               | Beschreibung                   | Standort                                     | Kennzeichnung | Schutzstatus | Datum | Bild |
| ------------------------- | ------------------------------ | -------------------------------------------- | ------------- | ------------ | ----- | ---- |
| Skulptur Madonna mit Kind | Stein, farbig gefasst, um 1400 | in der Kirche Invention-de-St-Étienne (Lage) | PM55000362    | Classé       | 1980  |      |
| Sakramentsvelum           | Seide, bestickt, um 1900       | in der Kirche Invention-de-St-Étienne (Lage) | PM55001015    | Classé       | 1993  |      |